# 1968年メキシコシティーオリンピックのフランス選手団
1968年メキシコシティーオリンピックのフランス選手団（1968ねんメキシコシティーオリンピックのフランスせんしゅだん）は、1968年10月12日から10月27日にかけてメキシコの首都メキシコシティーで開催された1968年メキシコシティーオリンピックのフランス選手団、およびその競技結果。

## 概要
今大会は金メダル7個、銀メダル3個、銅メダル5個の合計15個のメダルを獲得した。

## メダル
| メダル | 選手名                                                                              | 競技   | 種目                      |
| ------ | ----------------------------------------------------------------------------------- | ------ | ------------------------- |
| 金     | コレット・ベッソン                                                                  | 陸上   | 女子400m                  |
| 金     | ダニエル・モレロン                                                                  | 自転車 | 男子スプリント            |
| 金     | ピエール・トランタン                                                                | 自転車 | 男子1000mタイムトライアル |
| 金     | ダニエル・ルビヤール                                                                | 自転車 | 男子4000m個人追い抜き     |
| 金     | ダニエル・モレロン ピエール・トランタン                                             | 自転車 | 男子タンデムスプリント    |
| 銅     | ジェラール・フェヌイユ ジョスリン・デルクール クロード・ピケマル ロジェ・バンビュク | 陸上   | 男子4×100mリレー          |
| 銅     | ピエール・トランタン                                                                | 自転車 | 男子スプリント            |